# Apostolos Christou
Apostolos Christou, född 1 november 1996, är en grekisk simmare.

## Karriär
Christou tävlade för Grekland vid olympiska sommarspelen 2016 i Rio de Janeiro, där han blev utslagen i försöksheaten på 100 och 200 meter ryggsim samt utslagen i försöksheatet på 4×100 meter medley.
Vid Europamästerskapen i simsport 2021 blev Christou delad bronsmedaljör på 100 meter ryggsim med franske Yohann Ndoye Brouard, där båda simmade på tiden 52,97. Vid olympiska sommarspelen 2020 i Tokyo tävlade Christou i fem grenar. Individuellt tog han sig till semifinal och slutade på 11:e plats på 100 meter ryggsim samt blev utslagen i försöksheatet och slutade på 18:e plats på 100 meter frisim. Han var även en del av Greklands stafettlag som blev utslagna i försöksheatet på 4×100 meter frisim, 4×100 meter medley och 4×100 meter mixed medley.
I november 2021 vid kortbane-EM i Kazan tog Christou brons på 100 meter ryggsim. I augusti 2022 vid EM i Rom tog han guld och noterade ett nytt grekiskt rekord på 50 meter ryggsim med tiden 24,36 sekunder samt tog silver på 100 meter ryggsim.
I december 2023 vid kortbane-EM i Otopeni var Christou en del av Greklands kapplag som tog brons på 4×50 meter frisim. I februari 2024 vid VM i Doha tog han brons på 100 meter ryggsim. Vid EM 2024 i Belgrad tog Christou guld på både 50 och 100 meter ryggsim samt var en del av Greklands lag som tog brons på 4×100 meter frisim.